# Лепинговане
Лепинговането е процес на обработка на материалите, при която две повърхности се трият една в друга със свободен абразив между тях. При това едната повърхност е обработващата и придава формата, която трябва да се постигне по време на работа, а другата е детайлът, подлежащ на обработка. Абразивът е в прахообразна форма с различен размер на частиците в зависимост от желания клас на грапавост може да бъде смесен с течност или пастообразен. Обработката може да бъде извършвана ръчно или с машини..
При твърдите обработващи лепинговащи повърхности се получава търкаляне на абразивните зърна, докато при меките обработващи повърхности (като смола или мед) зърната се забиват отчасти в меката обработваща плоча и с това действат като полираща средство. При това при по-твърдите обработващи повърхности има по-голямо сваляне на материал, а при при по-меките обработващи повърхности по-малко сваляне на материала. При първата технология обикновено се притрива твърд материал като стъкло върху повърхности като желязо (чугун) с използването на абразив от типа на алуминиев окис, силициев карбид и други твърди материали между тях, които се движат като свободен абразив. При другата технология има включен мек материал от рода на смола, в която се вмъква (шаржира) абразив. При лепинговенето се обработва по-твърдият материал.

## Начин на работа
При лепинговането със свободен абразив се използва смес от лепинговъчен прах и вода или лепинговъчно масло в отношение 1:10 до 1:2. Тъй като в този случай се работи със свободно абразивно зърно и по този начин, поради минималното сваляне на материал от обработката, могат да се получат много високи класове на грапавост. За разлика от шлайфането, лепинговането е процес, при който се сваля материал в различни посоки. За целта се използва лепинговащ материал, състоящ се от абразивен прах и течност. Абразивният прах може да бъде алуминиев оксид (двуалуминиев триокис), силициев карбид или например диамантен прах.
При този начин на обработка могат да се получат както плоски (равнинни) повърхности, така и вдлъбнати и изпъкнали повърхности с определена форма (например лещи), като при това се използват приспособления за лепинговане със съответната форма.

## Видове

### Плоско лепинговане
Използва се за лепинговане на плоски повърхности. Използват се така наречени изравнителни пръстени, в които се намират сепаратори (отделящи детайлите един от друг, помощни пръстени) с обработваните детайли. При това се обработват едновременно обработваните детайли и работната плоча. Ролята на изравнителните пръстени е да поддържат равнинността на обработващата плоча. Равнинността на плочите и готовите детайли се контролират чрез различни методи, като един от най-практичните е използването на косъм линия.

### Плоскопаралелно лепинговане
Обработват се едновременно двете страни на плоски детайли с помощта на две обработващи плочи. За воденето на детайлите се използват сепаратори.

### Други видове
Специални видове лепинговане е лепинговане на валове по външен диаметър и лепинговане на цилиндри по вътрешен диаметър. Това се извършва със специално разработени машини.

### Лепинговане по форма
Лепинговането се извършва с използването на обратната форма на желаната. Така например, за да се постигне изпъкнала форма на детайла, лепинговането се извършва чрез лепинговане върху вдлъбната повърхност. Постигането на желаната форма става с корекция на обработващата повърхност. Това се използва за получаването на прицизни оптични лещи.